# 黃嘉訓
黃嘉訓（？—？），江西新建縣人，清朝政府官員。

## 生平
黃嘉訓是乾隆三十五年（1770年）庚寅科舉人。乾隆五十一年十二月（1787年1月）署諸羅縣知縣。乾隆五十二年（1787年）接替王雋擔任台灣府北路理番同知。該官職品等則為正五品，專司負責北台灣台灣原住民事務與漢人開墾番地之業務。翌年，台灣府北路理番同知更改改制為台灣府北路理番鹿仔港海防補盜同知，他亦為首任同知。後來任嘉義縣知縣，乾隆五十四年（1789年）離任。